# Omeprazole
L'omeprazole és un inhibidor de la bomba de protons (IBP) emprat per tractar la dispèpsia, l'úlcera pèptica, la malaltia per reflux gastroesofàgic (MRGE) en adults i nens, els símptomes de l'esòfag de Barrett, la infecció per Helicobacter pylori, el reflux laringofaringi, la síndrome de Zollinger-Ellison o l'esofagitis erosiva.
A Espanya està comercialitzat com EFG, Arapride, Aulcer, Dolintol, Gastrimut, Nuclosina, Parizac, Pepticum, Ulceral, Ulcesep.

## Efectes secundaris
Un consum prolongat i continuat en el temps d'omeprazole o de pantoprazole pot disminuir l'absorció de vitamina B12 i comportar problemes de salut. Tanmateix, prendre omeprazole o altres IBPs juntament amb antiinflamatoris no esteroidals durant molt de temps, altera la microbiota intestinal i afavoreix l'aparició de lesions en la mucosa del budell prim. Experiments amb murins posen de manifest que el seu ús asidu i a dosis altes disminueix la densitat mineral òssia. S'ha descrit algun rar cas d'al·lucinacions visuals en persones grans, secundàries al tractament amb omeprazole. Cal tenir cura a l'hora d'ajustar la seva posologia en els pacients que reben clopidogrel, ja que disminueix l'activitat d'aquest antiagregant plaquetari. Escasses vegades, l'administració intravenosa d'omeprazole és l'origen d'una rabdomiòlisi greu.